# Ozarba plagifera
Ozarba plagifera là một loài bướm đêm trong họ Noctuidae.